# Tournoi de tennis de Brest
L'Open de Brest, également connu sous le nom commercial de Open Brest Crédit Agricole, est un tournoi de tennis professionnel masculin du circuit Challenger qui s'est dans un premier temps déroulé de 1988 à 2002 avant de revenir au calendrier en octobre 2015. Le tournoi se déroule à la Brest Arena et se joue sur dur en intérieur. Ce Challenger 100 a actuellement une dotation de 118 000 €.

## Histoire
Doté initialement de 50 000 $, le tournoi, connu sous le nom d'Internationaux de Bretagne et dirigé par François Derrien, est promu en 75 000 $ dès 1990 puis en 100 000 $ l'année suivante. Il se tient généralement la dernière semaine du mois d'octobre, juste avant le Masters de Paris-Bercy au sein du Parc des expositions de Penfeld.
C'est à Brest que Roger Federer remporte en 1999 son premier tournoi professionnel et le seul tournoi Challenger de sa carrière.
En 2000, l'édition est décalée d'un mois et se déroule fin novembre. L'épreuve n'est pas organisée en 2001 en raison d'un déplacement au mois de janvier 2002.
Après 13 ans d'absence à Brest, la première édition dans la salle Brest Arena a lieu en octobre 2015 dans le cadre des tournois ATP Challenger 125, offrant une dotation de 106 500 euros. La compétition est organisée par l'association Challenger tour de Brest dirigée par Jacques Sévellec. L'édition 2015 accueille 23 000 spectateurs et presque autant l'année suivante. En 2017, Nicolas Escudé, jusque-là ambassadeur, devient directeur du tournoi, et environ 24 000 personnes ont assisté aux matchs durant la semaine. Ce dernier étant nommé DTN de la Fédération française de tennis, il est remplacé en juin 2021 par Arnaud Clément.
L'édition 2020 est annulée à cause de la Covid-19 et une proposition de décaler le tournoi au printemps est rejeté. Le tournoi est de retour au calendrier en 2021 avec une dotation de 66 640 euros.

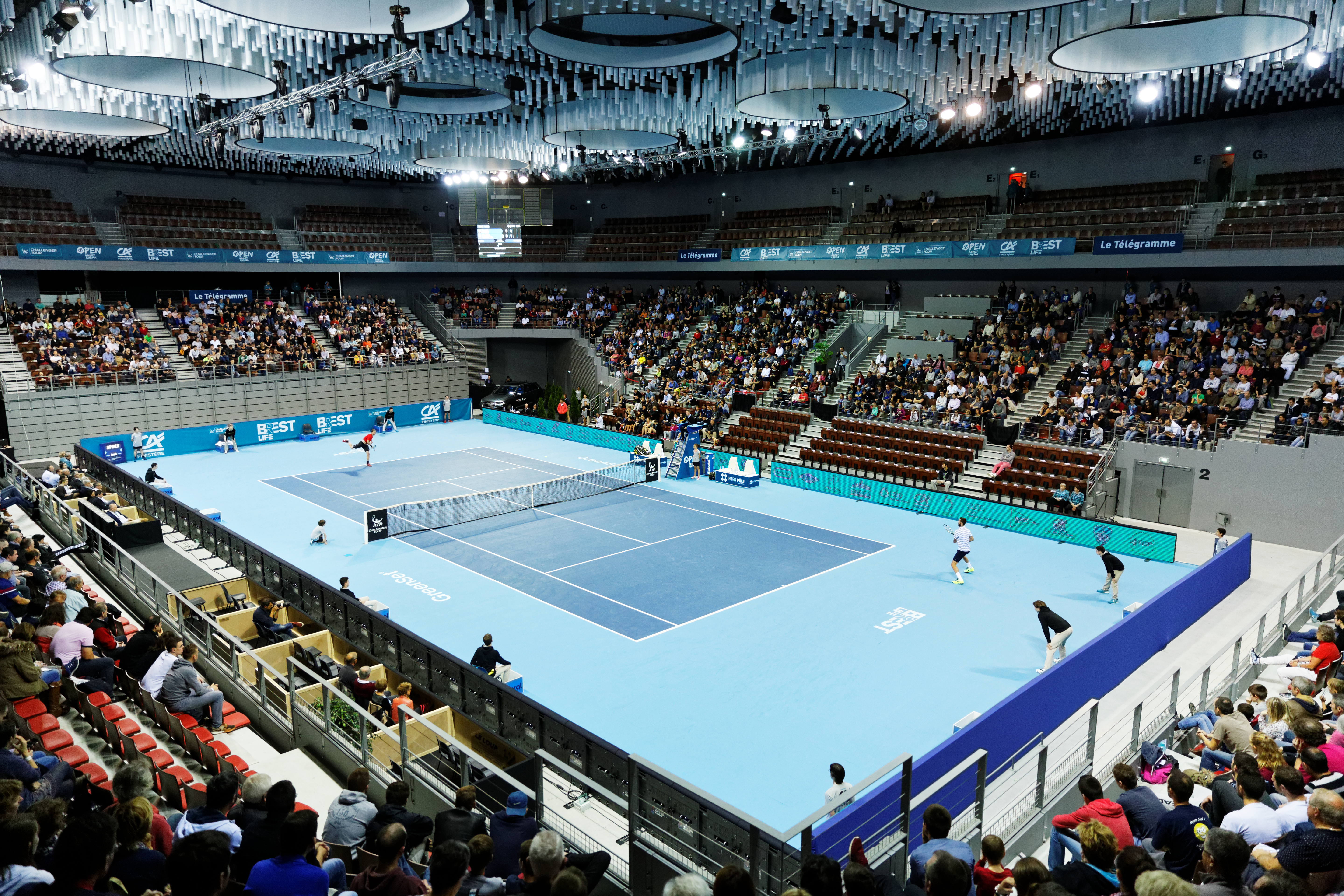
8e de finale entre Benoît Paire et Maxime Teixeira en 2015.
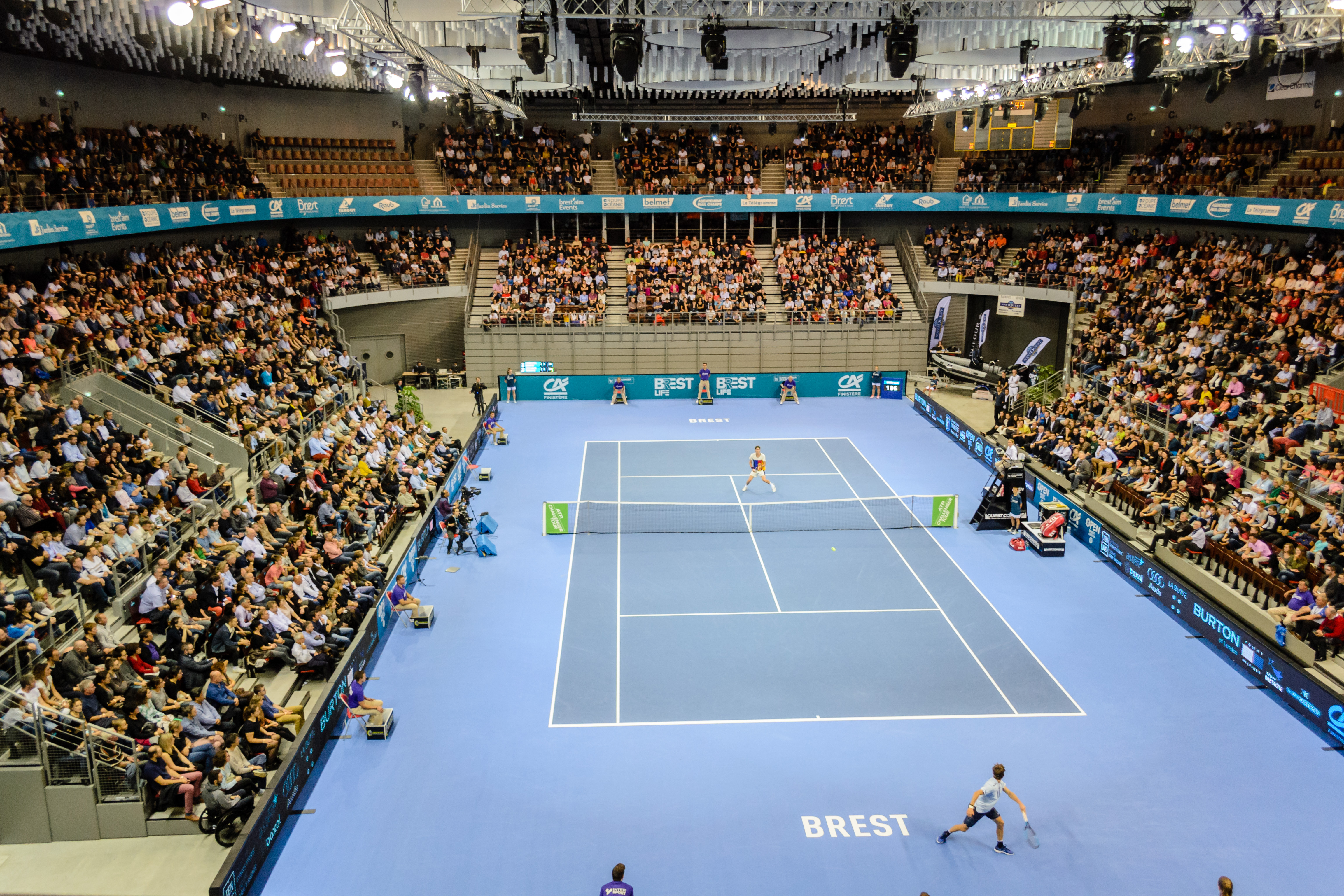
Finale entre Corentin Moutet et Stéfanos Tsitsipás en 2017.

## Palmarès

### En simple

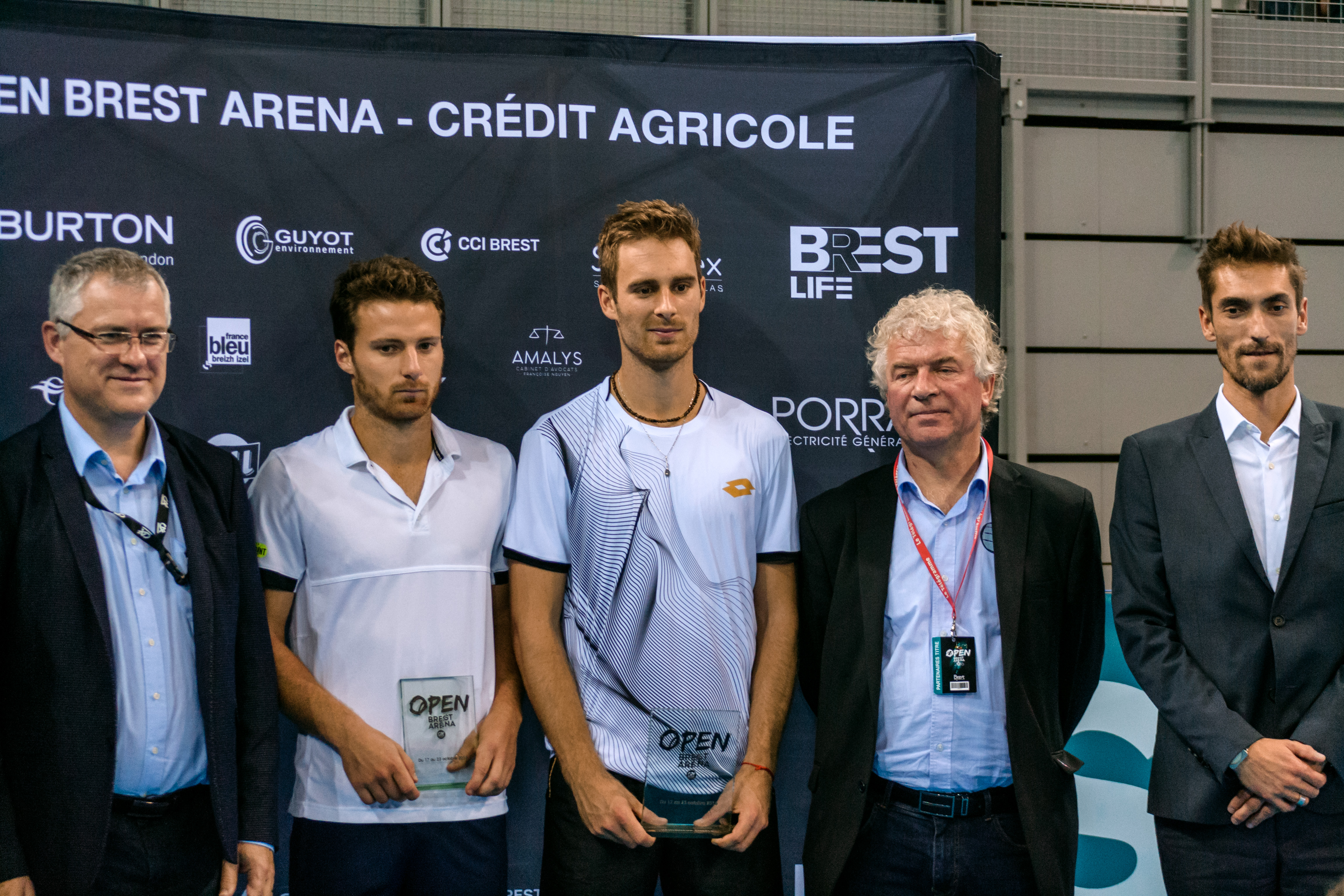
Remise des trophées à Y. Reuter et N. Gombos (2016)

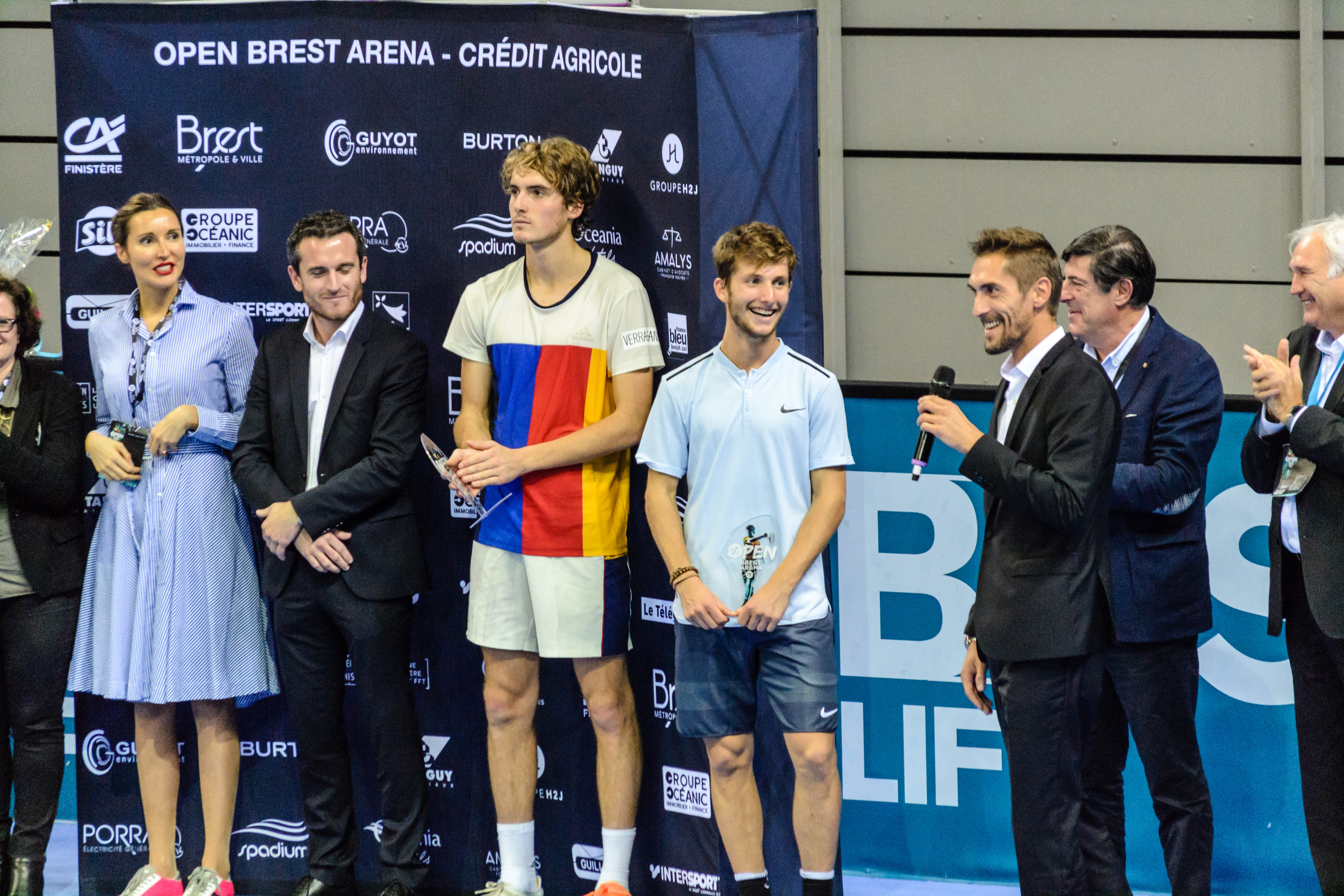
Remise des trophées à C. Moutet et S. Tsitsipás (2017)

| Année     | Vainqueur         | Finaliste             | Score           |
| --------- | ----------------- | --------------------- | --------------- |
| 1988      | Luke Jensen       | Stéphane Grenier      | 4-6, 6-3, 6-4   |
| 1989      | Veli Paloheimo    | Olivier Delaître      | 6-2, 6-2        |
| 1990      | Cédric Pioline    | Richard Krajicek      | 6-3, 6-4        |
| 1991      | Fabrice Santoro   | Cédric Pioline        | 6-4, 7-5        |
| 1992      | Marcos Ondruska   | Bernd Karbacher       | 5-7, 6-3, 6-0   |
| 1993      | Jonathan Stark    | Guillaume Raoux       | 7-6, 6-3        |
| 1994      | Jeremy Bates      | Lionel Barthez        | 6-3, 6-1        |
| 1995      | Andrei Chesnokov  | Jérôme Golmard        | 6-4, 6-3        |
| 1996      | Guillaume Raoux   | Karol Kučera          | 6-4, 4-6, 6-1   |
| 1997      | Johan Van Herck   | Sébastien Grosjean    | 4-6, 6-2, 6-4   |
| 1998      | Jérôme Golmard    | Jean-Baptiste Perlant | 6-4, 6-4        |
| 1999      | Roger Federer     | Max Mirnyi            | 7-64, 6-3       |
| 2000      | Michel Kratochvil | Johan Settergren      | 3-6, 6-4, 7-62  |
| 2001      | Pas de tournoi    | Pas de tournoi        | Pas de tournoi  |
| 2002      | Irakli Labadze    | Paradorn Srichaphan   | 6-4, 7-5        |
| 2003-2014 | Pas de tournoi    | Pas de tournoi        | Pas de tournoi  |
| 2015      | Ivan Dodig        | Benoît Paire          | 7-5, 6-1        |
| 2016      | Norbert Gombos    | Yannik Reuter         | 7-5 6-2         |
| 2017      | Corentin Moutet   | Stéfanos Tsitsipás    | 6-2, 7-68       |
| 2018      | Hubert Hurkacz    | Ričardas Berankis     | 7-5, 6-1        |
| 2019      | Ugo Humbert       | Evgeny Donskoy        | 6-2, 6-3        |
| 2020      | Édition annulée   | Édition annulée       | Édition annulée |
| 2021      | Brandon Nakashima | João Sousa            | 6-3, 6-3        |
| 2022      | Grégoire Barrère  | Luca Van Assche       | 6-3, 6-3        |
| 2023      | Pedro Martínez    | Benjamin Bonzi        | 7-66, 7-61      |
| 2024      | Otto Virtanen     | Benjamin Bonzi        | 6-4, 4-6, 78-66 |

### En double
| Année     | Vainqueurs                          | Finalistes                            | Score             |
| --------- | ----------------------------------- | ------------------------------------- | ----------------- |
| 1988      | John Letts Bruce Man-Son-Hing       | Thierry Champion François Errard      | 6-3, 6-3          |
| 1989      | Patrick Galbraith Joey Rive         | Olivier Delaître Thierry Tulasne      | 6-4, 6-1          |
| 1990      | Ģirts Dzelde Martin Damm            | Wayne Ferreira Piet Norval            | 6-4, 6-4          |
| 1991      | Lars Koslowski Arne Thoms           | Patrik Kühnen Alexander Mronz         | 6-2, 1-6, 6-3     |
| 1992      | Marius Barnard Brent Haygarth       | Ģirts Dzelde Bent-Ove Pedersen        | 6-2, 7-6          |
| 1993      | Ellis Ferreira Grant Stafford       | Mike Briggs Trevor Kronemann          | 2-6, 7-5, 7-5     |
| 1994      | Trevor Kronemann David Macpherson   | Bryan Shelton Kevin Ullyett           | 6-1, 6-4          |
| 1995      | Olivier Delaître Guillaume Raoux    | Kent Kinnear Dave Randall             | 7-5, 6-7, 6-4     |
| 1996      | Donald Johnson Mark Keil            | Kelly Jones Dave Randall              | 6-4, 6-2          |
| 1997      | Dave Randall Jack Waite             | John-Laffnie de Jager Robbie Koenig   | 3-6, 7-6, 6-4     |
| 1998      | Neville Godwin Marcos Ondruska      | Justin Gimelstob Brian MacPhie        | 6-4, 5-7, 6-4     |
| 1999      | Martin Damm Max Mirnyi              | Rodolphe Gilbert Lionel Roux          | 4-6, 6-1, 6-4     |
| 2000      | Tuomas Ketola Laurence Tieleman     | František Čermák Ota Fukárek          | 7-65, 1-6, 6-3    |
| 2001      | Pas de tournoi                      | Pas de tournoi                        | Pas de tournoi    |
| 2002      | Ben Ellwood Stephen Huss            | Jonathan Erlich Andy Ram              | 6-1, 6-4          |
| 2003-2014 | Pas de tournoi                      | Pas de tournoi                        | Pas de tournoi    |
| 2015      | Wesley Koolhof Matwé Middelkoop     | Ken Skupski Neal Skupski              | 3-6, 6-4, [10-6]  |
| 2016      | Sander Arends Mateusz Kowalczyk     | Marco Chiudinelli Luca Vanni          | 62-7, 6-3, [10-5] |
| 2017      | Sander Arends Antonio Šančić        | Scott Clayton Divij Sharan            | 6-4, 7-5          |
| 2018      | Sander Gillé Joran Vliegen          | Leander Paes M. Á. Reyes-Varela       | 3-6, 6-4, [10-2]  |
| 2019      | Denys Molchanov Andrei Vasilevski   | Andrea Vavassori David Vega Hernández | 6-3, 6-1          |
| 2020      | Édition annulée                     | Édition annulée                       | Édition annulée   |
| 2021      | Sadio Doumbia Fabien Reboul         | Salvatore Caruso Federico Gaio        | 4-6, 6-3, [10-3]  |
| 2022      | Viktor Durasovic Otto Virtanen      | Filip Bergevi Pétros Tsitsipás        | 6-4, 6-4          |
| 2023      | Julian Cash Yuki Bhambri            | Albano Olivetti Robert Galloway       | 62-7, 6-3, [10-5] |
| 2024      | Skander Mansouri Nicolás Barrientos | Matej Vocel Jakub Paul                | 7-5, 4-6, [10-5]  |